# Прейслер, Георг Мартин
Георг Мартин Прейслер (нем. Georg Martin Preisler; 6 ноября 1700, Нюрнберг — 29 августа 1754, Нюрнберг) — немецкий гравёр. Член большой художественной семьи живописцев, рисовальщиков и гравёров из Нюрнберга, члены которой работали на протяжении трёх веков.

## Биография
Георг Мартин Прейслер родился в Нюрнберге, в семье живописца, рисовальщика и гравёра  Иоганна Даниэля Прейслера, директора Нюрнбергской академии изобразительных искусств (Nürnberger Kunstakademie), и Анны Фелиситас, урождённой Риднер. Он поступил в ученики к отцу и в 1737 году стал директором рисовальной школы при Нюрнбергской академии.
В 1728 году  женился на Елене Сусанне Вагнер. 
Георг Мартин известен своими портретами в технике офорта и серией из двадцати одной гравюры с изображениями классических и неоклассических скульптур в Риме, основанных на рисунках, сделанных там его братом Иоганном Мартином Прейслером.

## Галерея

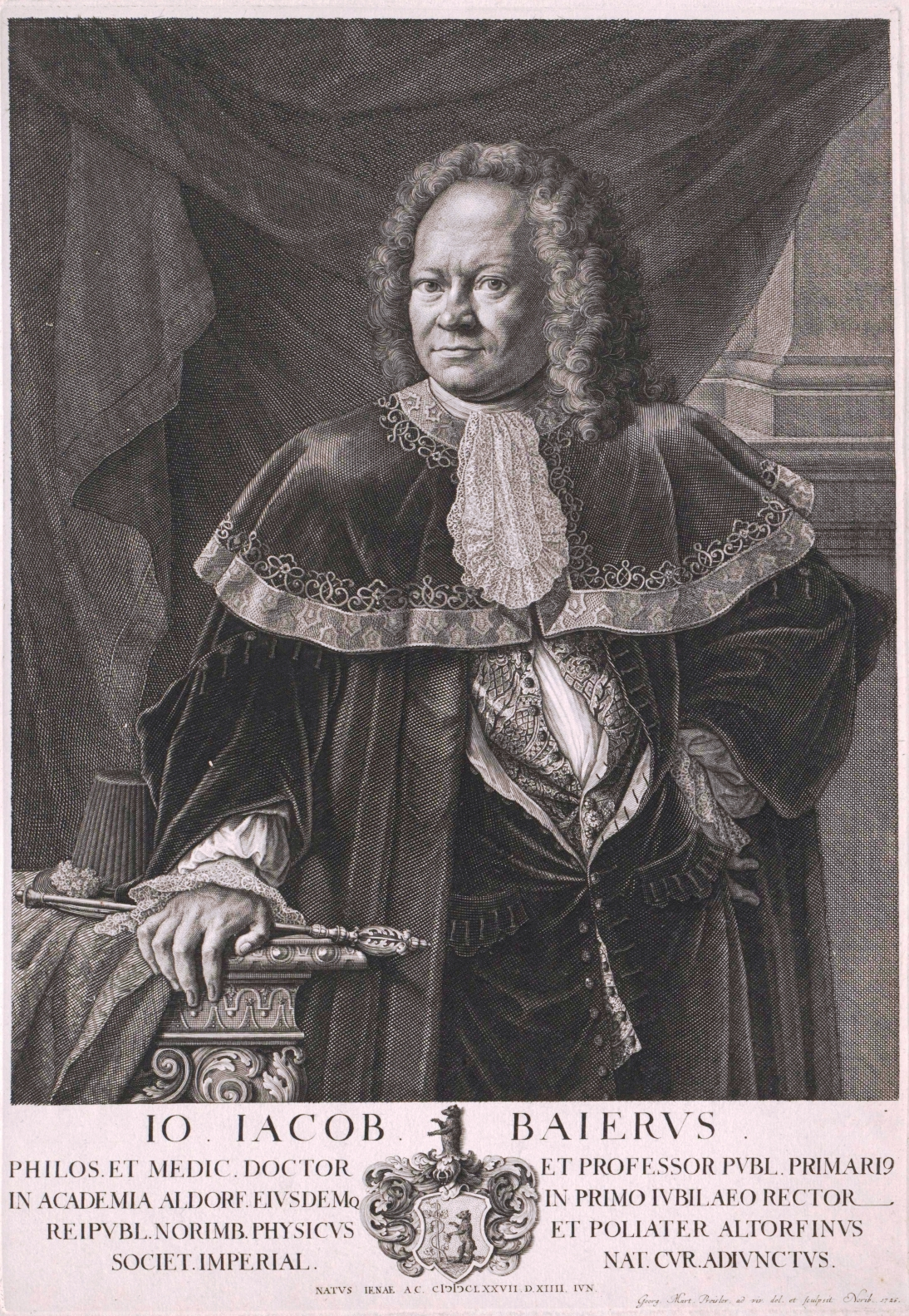
Портрет Иоганна Якоба Байера. Офорт
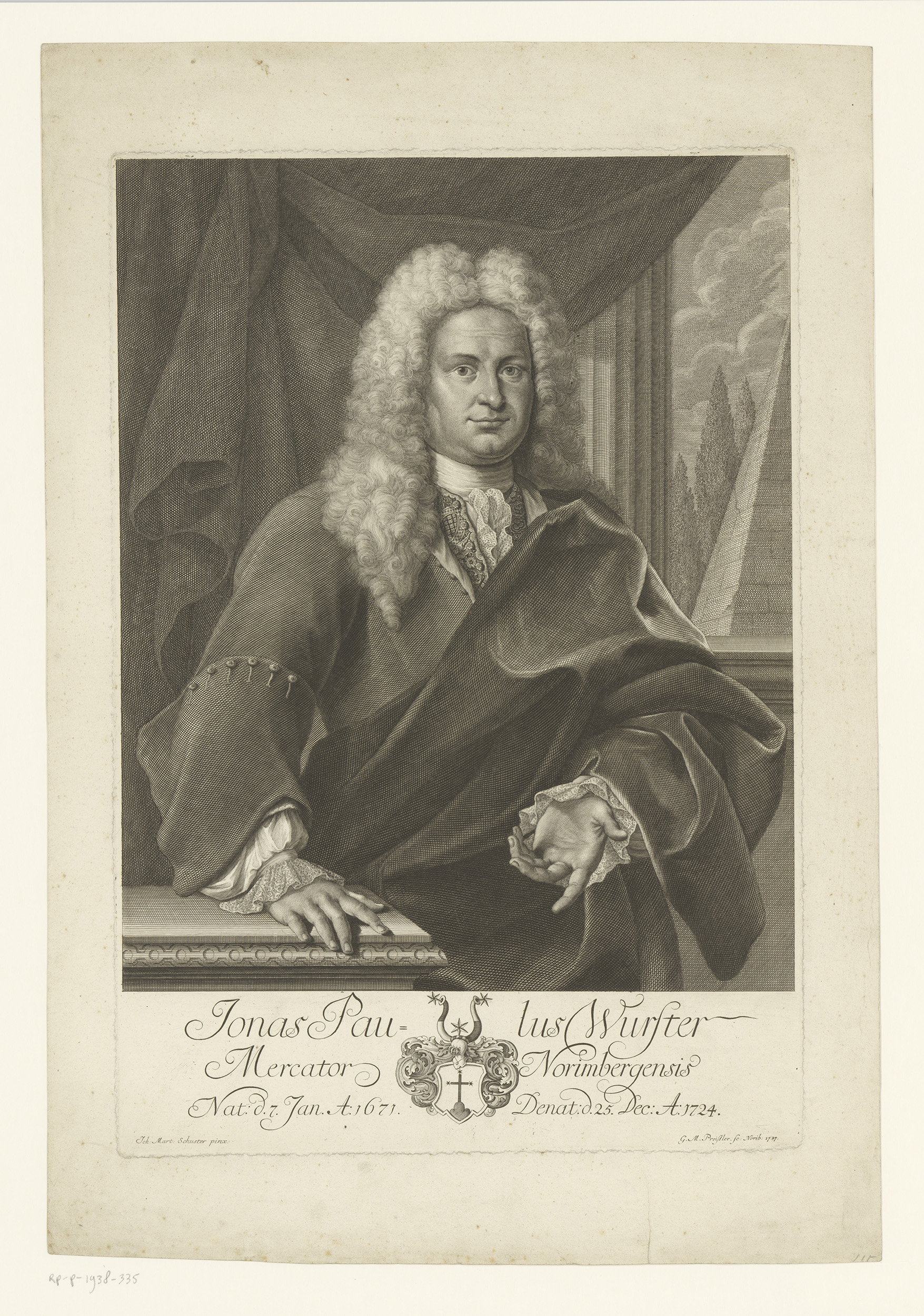
Портрет Ионаса Пауля Вюрстера. 1727. Офорт
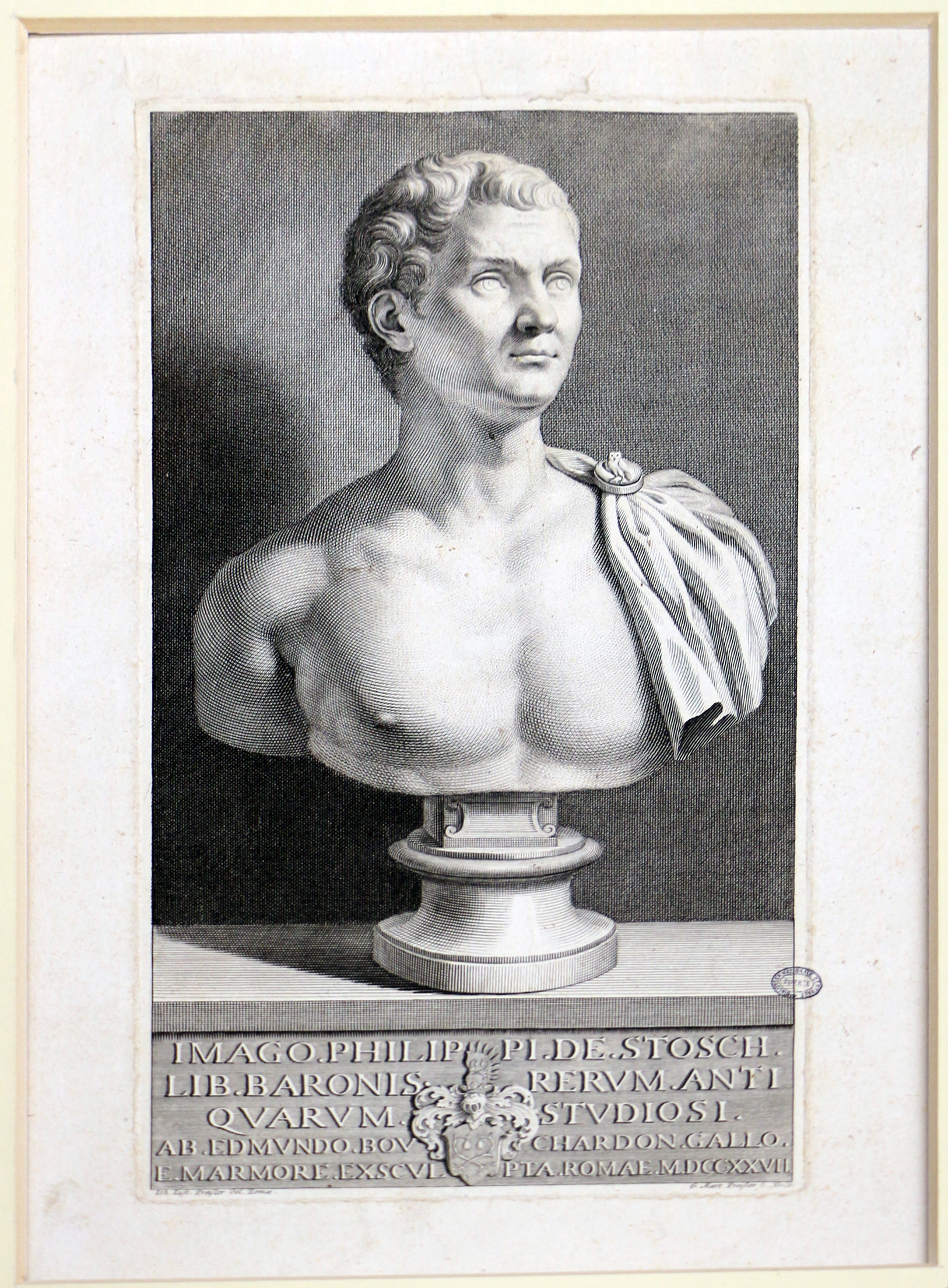
Бюст Филиппа фон Штоша (1691-1757). По рисунку Э. Бушардона. До 1754. Офорт
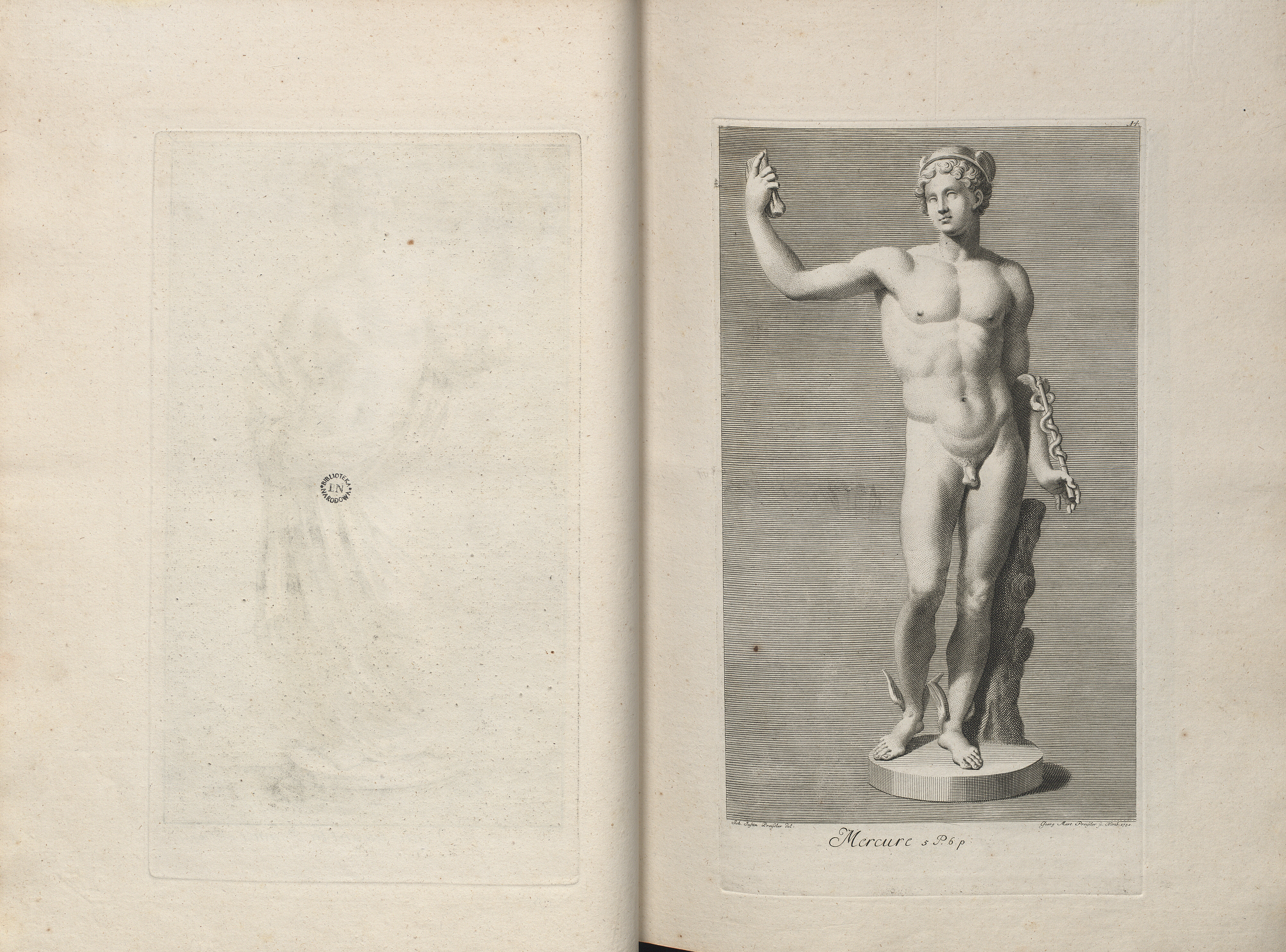
Собрание античных мраморов. 1733. Офорт